# Gibbs Aquada
Gibbs Aquada er et amfibiefartøj, som er blevet udviklet af Gibbs Sports Amphibians. Den er i stand til at køre over 160 km/t på land og 50 km/h  (27 knob) på vand. I stedet for at tiløje hjul til en båd eller lave en bil der kan flyde, blev Aquadaen designet fra grunden for at kunne yde godt både til lands og til vand. Den indeholder over 60 patenter, der dækker tekniske innovationer.
Gibbs Aquada blev produceret i et begrænset antal som en konceptbil i 2003 og 2004. Den har en 2.5L Rover V6 motor.
I 2004 brugte Richard Branson, ejeren af Virgin Group, Gibbs Aquada til at sætte en rekort for at krydse Den Engelske Kanal i et amfibiefartøj. Branson skar 4 timer og 20 minutter af den tidligere rekord på 6 timer, som havde stået siden slutningen 1960'erne. Den officielle tid blev 1 timer, 40 minutter og 6 sekunder.
I august-nummeret fra 2004 af Top Gear-magasinet kørte journalist Paul Walton en Aquada i Monaco havn under Monacos Grand Prix for at kunne se løbet gratis. Han skrev, at Aquadaen var hurtig og responsiv både i og uden for vandet, men at den var for lav til, at han kunne se løbet.
Aquadaen blev udviklet i Auckland i New Zealand. Efterfølgeren er Gibbs Humdinga og Gibbs Quadski.